# Сонет 146
Сонет 146 (англ. Sonnet 146) — один из 154 сонетов, написанных Уильямом Шекспиром и впервые опубликованных в 1609 году. Дата написания неизвестна, существуют разные гипотезы на этот счёт. Результаты компьютерного анализа показывают, что сонеты со 127-го по 154-й были написаны в начале 1590-х годов, но не все исследователи с этим согласны. Возможно, Шекспир редактировал все сонеты до момента их публикации.
Предположительно первое издание не было авторизованным. Тем не менее начиная с 1711 года сонеты публикуются в той же последовательности, и учёные на основе изначальной нумерации раскрывают историю любовного треугольника, которая служит подтекстом для всего цикла.
146-й сонет — единственный, в котором автор обращается не к другу или «смуглой леди», а к собственной душе. Стихотворение связывают с религиозной традицией, зародившейся на континенте и воспринятой английскими поэтами в конце XVI века.
Как почти все сонеты Шекспира (кроме 145-го), 146-й сонет написан пятистопным ямбом.